# 4 جمادى الأولى
- السبت
- الأحد
- الاثنين
- الثلاثاء
- الأربعاء
- الخميس
- الجمعة

- 302 نوفمبر 2024
- 13 نوفمبر 2024
- 24 نوفمبر 2024
- 35 نوفمبر 2024
- 46 نوفمبر 2024
- 57 نوفمبر 2024
- 68 نوفمبر 2024
- 79 نوفمبر 2024
- 810 نوفمبر 2024
- 911 نوفمبر 2024
- 1012 نوفمبر 2024
- 1113 نوفمبر 2024
- 1214 نوفمبر 2024
- 1315 نوفمبر 2024
- 1416 نوفمبر 2024
- 1517 نوفمبر 2024
- 1618 نوفمبر 2024
- 1719 نوفمبر 2024
- 1820 نوفمبر 2024
- 1921 نوفمبر 2024
- 2022 نوفمبر 2024
- 2123 نوفمبر 2024
- 2224 نوفمبر 2024
- 2325 نوفمبر 2024
- 2426 نوفمبر 2024
- 2527 نوفمبر 2024
- 2628 نوفمبر 2024
- 2729 نوفمبر 2024
- 2830 نوفمبر 2024
- 291 ديسمبر 2024
- 12 ديسمبر 2024
- 23 ديسمبر 2024
- 34 ديسمبر 2024
- 45 ديسمبر 2024
- 56 ديسمبر 2024

4 جُمادى الأولى أو 4 جُمادی‌ الاَوَّل أو يوم 4 \ 5 (اليوم الرابع من الشهر الخامس) هو اليوم الثاني والعُشرون بعد المائة (122) من أيَّام السنة (أو الثالث والعُشرون بعد المائة لو كان شهر ربيع الآخر مُتممًا لليوم الثلاثين أو الرابع والعُشرون بعد المائة لو أتم كلاً من صفر وربيع الآخر ثلاثين يوماً) وفق التقويم الهجري القمري (العربي). يبقى بعده 232 أو 233 يومًا لانتهاء السنة.

## أحداث
- 646هـ - خروج الحملة الصليبية السابعة من فرنسا بقيادة لويس التاسع، متجهة إلى المشرق الإسلامي.
- 657هـ - الشروع ببناء مرصد مراغة في العهد الإلخاني زمن هولاكو خان وبمسعى من العالم نصير الدين الطوسي.
- 945هـ - الأسطول العثماني بقيادة القائد البحري الشهير خير الدين بربروس ينتصر على الرابطة المقدسة في معركة بروزة، رغم أن الأسطول العثماني كان مكوَّنًا من حوالي 300 قطعة، في حين كان الأسطول الصليبي مكونًا من 600 قطعة، وقد انتهت المعركة بعد 5 ساعات من القتال لصالح العثمانيين.
- 1329هـ - القوات الفرنسية تدخل مدينة فاس المغربية وذلك لإجهاض الثورة التي شهدتها المدينة مع عدد من المدن المغربية احتجاجًا على الظلم والتعسف الذي يمارسه الفرنسيين.
- 1350هـ - السلطات الإيطالية الفاشية في ليبيا تنفذ حكم الإعدام شنقًا بزعيم المجاهدين عمر المختار.
- 1387هـ - ستون من كبار أثرياء اليهود في العالم يعقدون مؤتمرًا في القدس يتعهدون فيه بدعم إسرائيل ماليًا.
- 1399هـ - الإمام روح الله الموسوي الخميني يعلن إيران جمهورية إسلامية بعد إجراء استفتاء شعبي.
- 1416هـ - توقيع «اتفاقية طابا» في واشنطن بين الطرفين الفلسطيني والإسرائيلي وذلك ضمن اتفاق إعلان المبادئ.
- 1419هـ - مجلس الأمن الدولي يصدر القرار 1192 بتجميد العقوبات المفروضة على ليبيا في حال تسليمها المتهمين في قضية لوكيربي ليمثلوا أمام محكمة إسكتلندية.
- 1428هـ - إشتباكات بين الجيش اللبناني ومجموعة فتح الإسلام في طرابلس وفي عدد من مناطق شمال لبنان وذلك بعد قيام الجيش اللبناني بمحاولة إلقاء القبض على أفراد من المنظمة اتهموا بسرقة أحد البنوك، وأدى ذلك إلى قيام مصادمات بين الجيش وأفراد المجموعة.
- 1430هـ - الرئيس الأمريكي باراك أوباما يختار العالم الحائز على جائزة نوبل أحمد زويل ضمن مجلسه الاستشاري للعلوم والتكنولوجيا.
- 1439هـ - الحُكومة التُركيَّة تُعلن انطلاق عملية غصن الزيتون العسكريَّة في عفرين ضد قوات سوريا الديمقراطية.

## مواليد
- 555هـ - ابن الأثير، أحد أبرز المؤرخين المسلمين.
- 1366هـ - إبراهيم الجعفري، رئيس وزراء العراق.
- 1369هـ - المنتصر بالله، ممثل مصري.
- 1377هـ - رغدة، ممثلة سورية.
- 1396هـ - ريم عبد العزيز، ممثلة سورية.
- 1399هـ - أحمد خالد، سيناريست ومخرج مصري.
- 1400هـ - حمادة هلال، مغني مصري.
- 1403هـ - ياسر مدخلي، كاتب وباحث مسرحي سعودي.
- 1405هـ - سوسن الهارون، مذيعة وممثلة أردنية تعيش في الكويت.
- 1406هـ - محمد الحملي، ممثل ومخرج ومؤلف كويتي.

## وفيات
- 538هـ - فولك، ملك مملكة بيت المقدس.
- 927 هـ - عبد القادر النعيمي، عالم مسلم وكاتب شامي.
- 1314هـ - عبد الله النديم، خطيب الثورة العرابية بمصر.
- 1344هـ - عبد الله بن علي آل عبد القادر، فقيه شافعي وشاعر سعودي.
- 1350هـ - عمر المختار، مجاهد ليبي ضد الاستعمار الإيطالي الفاشي.
- 1355هـ - أحمد عزة الأعظمي، كاتب وصحفي ومؤرخ عراقي.
- 1400هـ - عبد الغني النجدي، ممثل مصري.
- 1430 هـ - محمد سالم ولد عدود، عالم مسلم وفقيه ولغوي وشاعر موريتاني.

## وصلات خارجية
- موقع قصة الإسلام: حدث في شهر جُمادى الأولى.